# Hampsonodes nigrescens
Hampsonodes nigrescens är en fjärilsart som beskrevs av Dyar 1912. Hampsonodes nigrescens ingår i släktet Hampsonodes och familjen nattflyn. Inga underarter finns listade i Catalogue of Life.